# Peter John Ramos
Peter John Ramos Fuentes (ur. 23 maja 1985) – portorykański koszykarz, występujący na pozycji środkowego, reprezentant kraju.
Został trzecim Portorykańczykiem wybrany w drafcie NBA.

## Osiągnięcia
Stan na 20 maja 2019, na podstawie, o ile nie zaznaczono inaczej.

### Drużynowe
- Mistrz Dominikany (2015)
- Wicemistrz Portoryko (2009, 2011, 2016)
- Brąz klubowych mistrzostw Ameryki (2013)

### Indywidualne
- MVP:
  - portorykańskiej ligi BSN (2015)
  - chińskiej ligi SBL (2018)
- Największy postęp ligi portorykańskiej (2002)
- Zaliczony do:
  - I składu ligi portorykańskiej (2005, 2006, 2008, 2009, 2011)
  - składu honorable mention NBDL (2007)
- Uczestnik meczu gwiazd:
  - NBDL (2007)
  - ligi portorykańskiej (2003, 2005–2011)
  - U–21 ligi portorykańskiej (2002)
- Lider:
  - strzelców portorykańskiej ligi BSN (2011)
  - w zbiórkach ligi:
    - chińskiej CBA (2010)
    - portorykańskiej (2012)

### Reprezentacja
Drużynowe
- Mistrz:
  - Centrobasketu (2010, 2016)
  - Karaibów (2007)
  - Centrobasketu U–21 (2004)
- Wicemistrz:
  - Ameryki:
    - 2009
    - U–20 (2004)

  - igrzysk panamerykańskich (2007)
  - Centrobasketu (2004, 2012)
- Brązowy medalista mistrzostw Ameryki (2007)
- Uczestnik:
  - mistrzostw:
    - świata:
      - 2006 – 17. miejsce, 2010 – 18. miejsce
      - U–21 (2005 – 7. miejsce)
      - U–19 (2003 – 6. miejsce)

    - Ameryki (2005 – 7. miejsce, 2007, 2009)

  - igrzysk olimpijskich (2004 – 6. miejsce)
  - kwalifikacji olimpijskich (2008, 2012 – 5. miejsce, 2016 – 2. miejsce)
  - Kontynentalnego Pucharu Marchanda (2007 – 4. miejsce)
- Zaliczony do II składu mistrzostw Ameryki (2009)
- Lider Centrobasketu w skuteczności rzutów z gry (2016)